# Nyoma flavovittata
Nyoma flavovittata là một loài bọ cánh cứng trong họ Cerambycidae.